# Xigou (sockenhuvudort i Kina, Hubei Sheng, lat 32,61, long 110,62)
Xigou (kinesiska: 西沟, 西沟乡) är en sockenhuvudort i Kina. Den ligger i provinsen Hubei, i den centrala delen av landet, omkring 410 kilometer nordväst om provinshuvudstaden Wuhan. Antalet invånare är 3 345. Befolkningen består av 1 611 kvinnor och 1 734 män. Barn under 15 år utgör 10,0 %, vuxna 15-64 år 74 %, och äldre över 65 år 14,0 %.
Runt Xigou är det tätbefolkat, med 570 invånare per kvadratkilometer. Närmaste större samhälle är Shiyan, 15,4 km öster om Xigou. I omgivningarna runt Xigou växer i huvudsak blandskog.
Genomsnittlig årsnederbörd är 964 millimeter. Den regnigaste månaden är augusti, med i genomsnitt 166 mm nederbörd, och den torraste är december, med 8 mm nederbörd.